# Antillophos elegans
Espèce
Synonymes
- Cantharus elegans Olsson, 1942[1]
- Phos elegans Guppy, 1866

Sous-espèces de rang inférieur
- Antillophos elegans limonensis Olsson, 1922[2]

Antillophos elegans est une espèce fossile de mollusques gastéropodes marins de la famille des Nassariidae.
Elle a été trouvée dans des terrains datant du Quaternaire au Costa Rica et au Mexique, du Pliocène au Costa Rica, en République Dominicaine, en Équateur, en Jamaïque, et du Miocène au Brésil et en République Dominicaine.

## Classification
L'espèce Antillophos elegans est décrite par Guppy en 1866 sous le protonyme Phos elegans,.
Phos elegans est renommé en Cantharus elegans par Olson en 1942. Il est renommé en Antillophos elegans par Hendy et al. en 2008. 

### Publication originale
- (en) R. J. L. Guppy, On the Tertiary Mollusca of Jamaica, coll. « Quarterly Journal of the Geological Society », 1866.